# تابستان با مونیکا
تابستان با مونیکا (به سوئدی: Sommaren med Monika) یک فیلم سوئدی در ژانر رمانتیک به کارگردانی اینگمار برگمان محصول سال ۱۹۵۳ است. این فیلم در سایت imdb توانسته نمره‌ی ۷/۵ را کسب کند.

## داستان فیلم
رابطه کوتاه و عاشقانه میان دو جوان از طبقه کارگر منجر به ازدواج‌شان می‌شود. «مونیکا» (آندرسون) بچه‌دار هم می‌شود، اما شوهر (اکبورگ) دیگر پاسخگوی انتظاراتش نیست و تعلقات خانوادگی نمی‌تواند او را راضی کند، بنابراین به‌دنبال زندگی ماجراجویانه‌تری می‌رود.

## دربارهٔ فیلم
از فیلم‌های شاخص دوره اولیه کارنامه برگمان (که به‌نام مونیکا هم شهرت دارد) و نمونه کمال‌یافته رویکرد او به جوانان و مشکلات روحی و عاطفی‌شان در این دوره است. جسارت و صراحت فیلم در برخورد با رابطه عشق و جنسیت سر و صدای زیادی در دوره خود به پا کرد و فیلم تأثیر مشخصی بر سینماگران نوجوی پس از جنگ جهانی دوم - به‌ویژه ژان لوک گدار و فرانسوا تروفو که در چهارصد ضربه (۱۹۵۹) قهرمان نوجوانش عکس‌های این فیلم را جلوی سینما تماشا می‌کند - گذاشت. فیلم آندرسون استثنائی را در نقش دختر تندخو و ناآرامی که محیط زندگی خود را تحقیر می‌کند، به جهانیان معرفی کرد و تصویر سیاه و بدبینانه‌ای که برگمان از ناپایداری عشق رمانتیک و پرشور ارائه می‌کند، هم‌چنان غیرمنتظره و تر و تازه به‌نظر می‌رسد.